# Jaroslav J. Alt
Jaroslav J. Alt (* 21. června 1950 Kutná Hora) je český malíř, grafik, restaurátor a vysokoškolský pedagog.

## Život a kariéra
Narodil se v Kutné Hoře v rodině malíře Jaroslava Alta (matka Ludmila Altová). V letech 1969–1975 vystudoval obor malířství a restaurátorství na AVU v Praze u profesorů Bohuslava Slánského, Karla Veselého a Raimunda Ondráčka. Od roku 1976 uspořádal cca 50 samostatných výstav vlastní tvorby v oboru malby, kresby a grafiky a zúčastnil se více než 80 společných výstav v Československu, České republice a v zahraničí.
Od roku 1994 do roku 2019 postupně vedl Ateliér kresby a malby, Ateliér restaurování nástěnné malby a podílel se na výuce Ateliéru restaurování polychromované kamenné sochy na Fakultě restaurování Univerzity Pardubice v Litomyšli. Od roku 2006 působí na Fakultě humanitních studií UK na Katedře historických věd a Katedře teorie umění a tvorby, kde se věnuje teorii umění.

## Rodina
Jeho manželka, PhDr. Blanka Altová Ph.D., rozená Janáková (* 19̈54), je historička umění, absolventka studia dějin a teorie umění na Filozofické fakultě Karlovy Univerzity v Praze. V současné době (2025) se na Katedře historických věd FHS UK věnuje tématům v oblasti dějin a teorie umění.

## Dílo
Ve výtvarné tvorbě se věnuje malbě, kresbě a grafice. Jeho hlavním tématem je krajina.

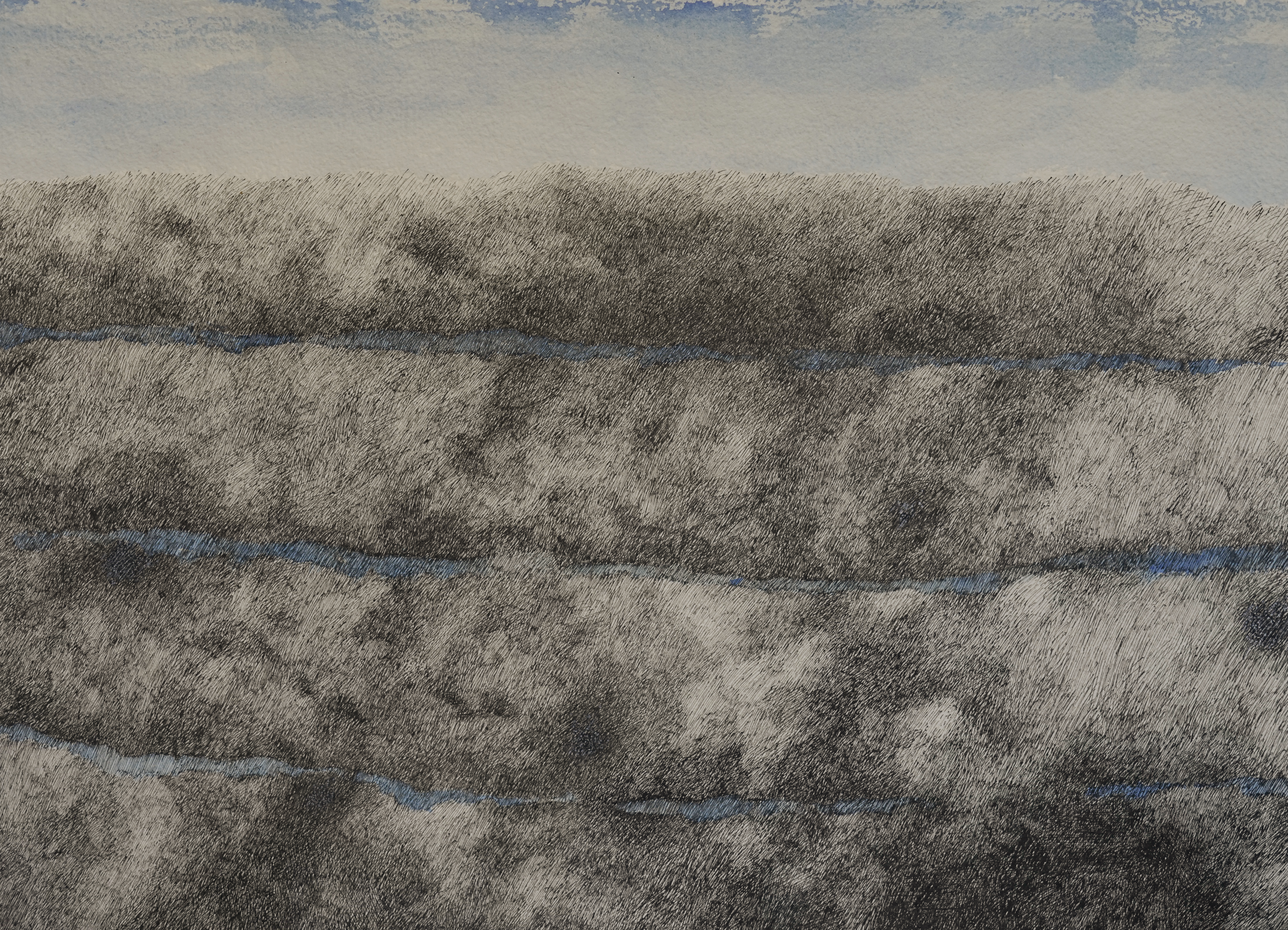
Mraky I, 2023 (akvarel a perokresba na papíře, 42 x 60 cm)
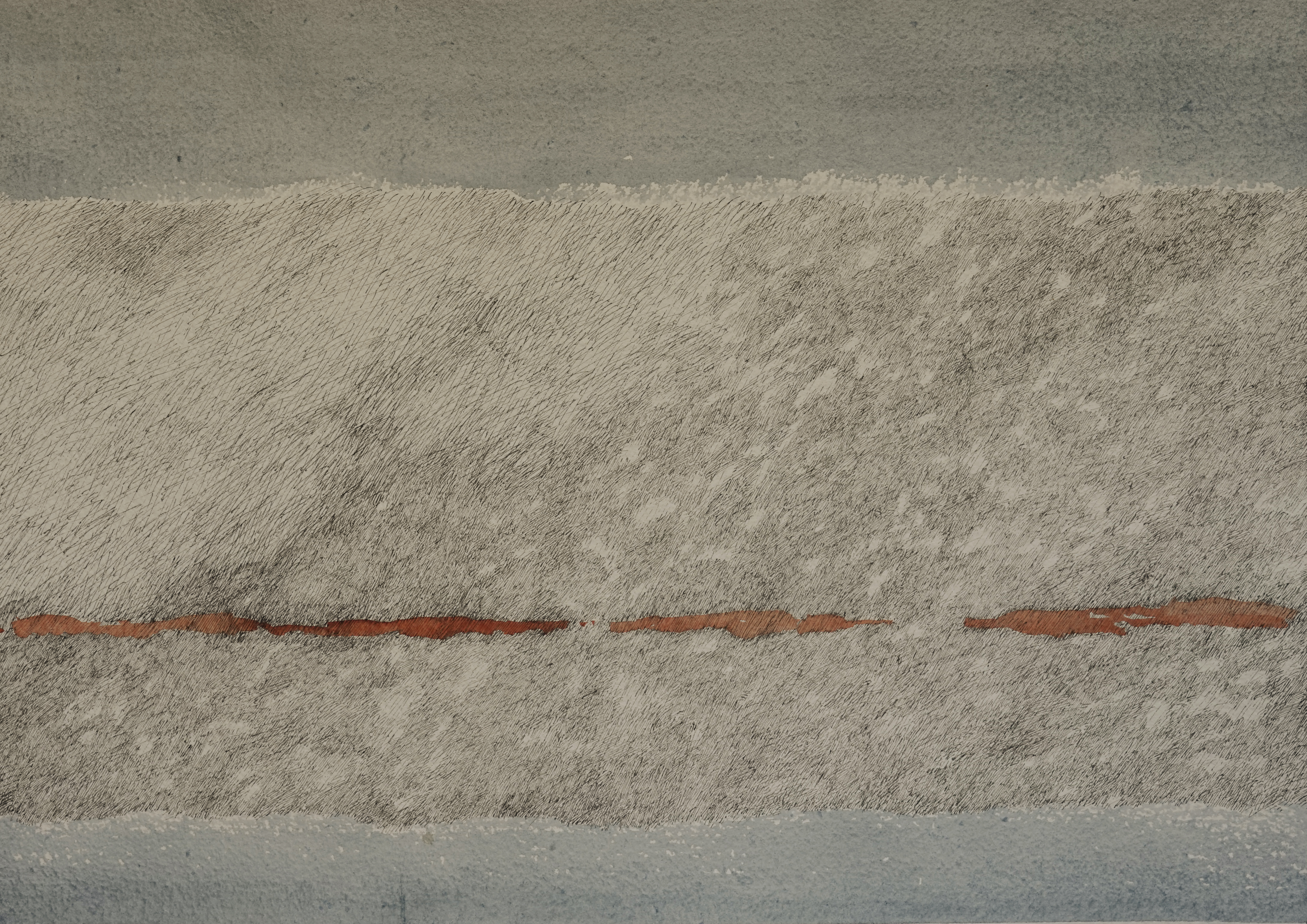
Mlha III, 2023 (akvarel a perokresba na papíře, 42 x 60 cm)
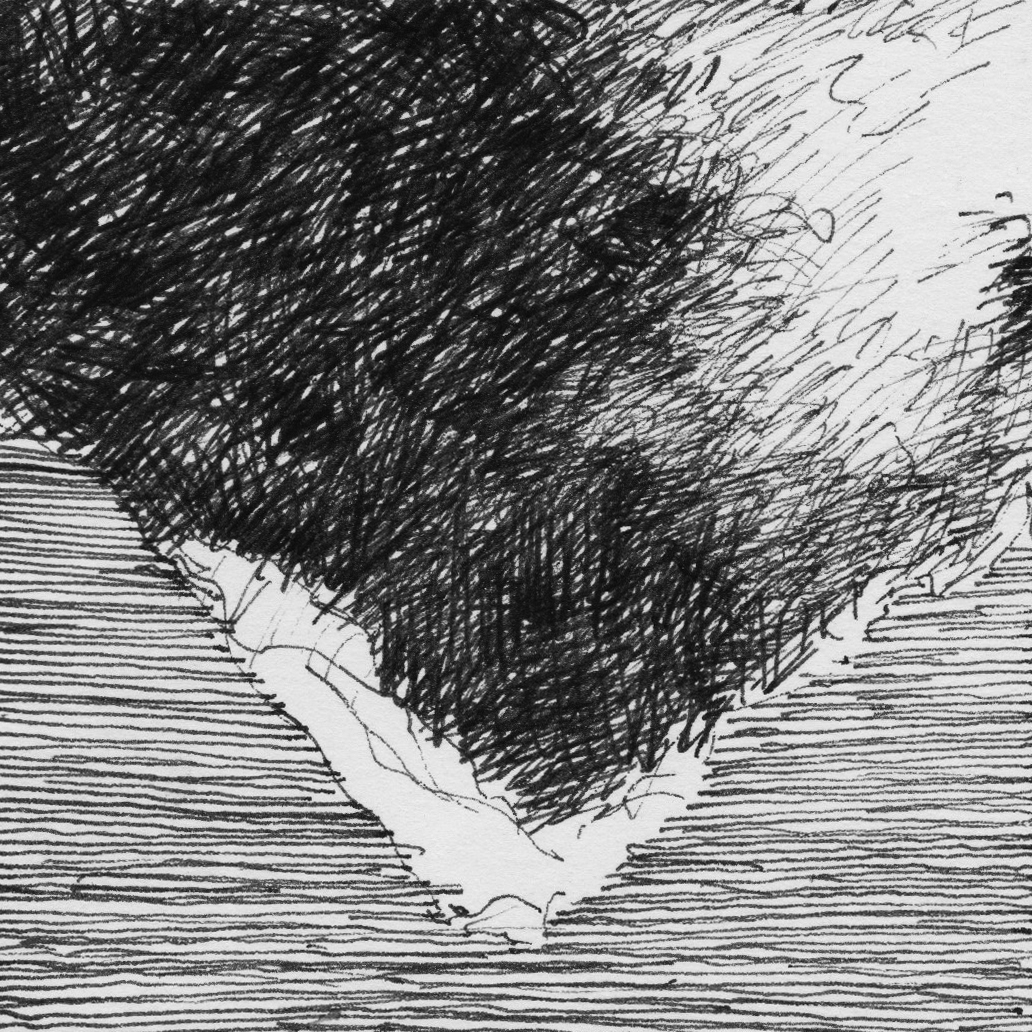
Údolí VIII, 2022 (kresba tuší, 8,7 x 8,7 cm)
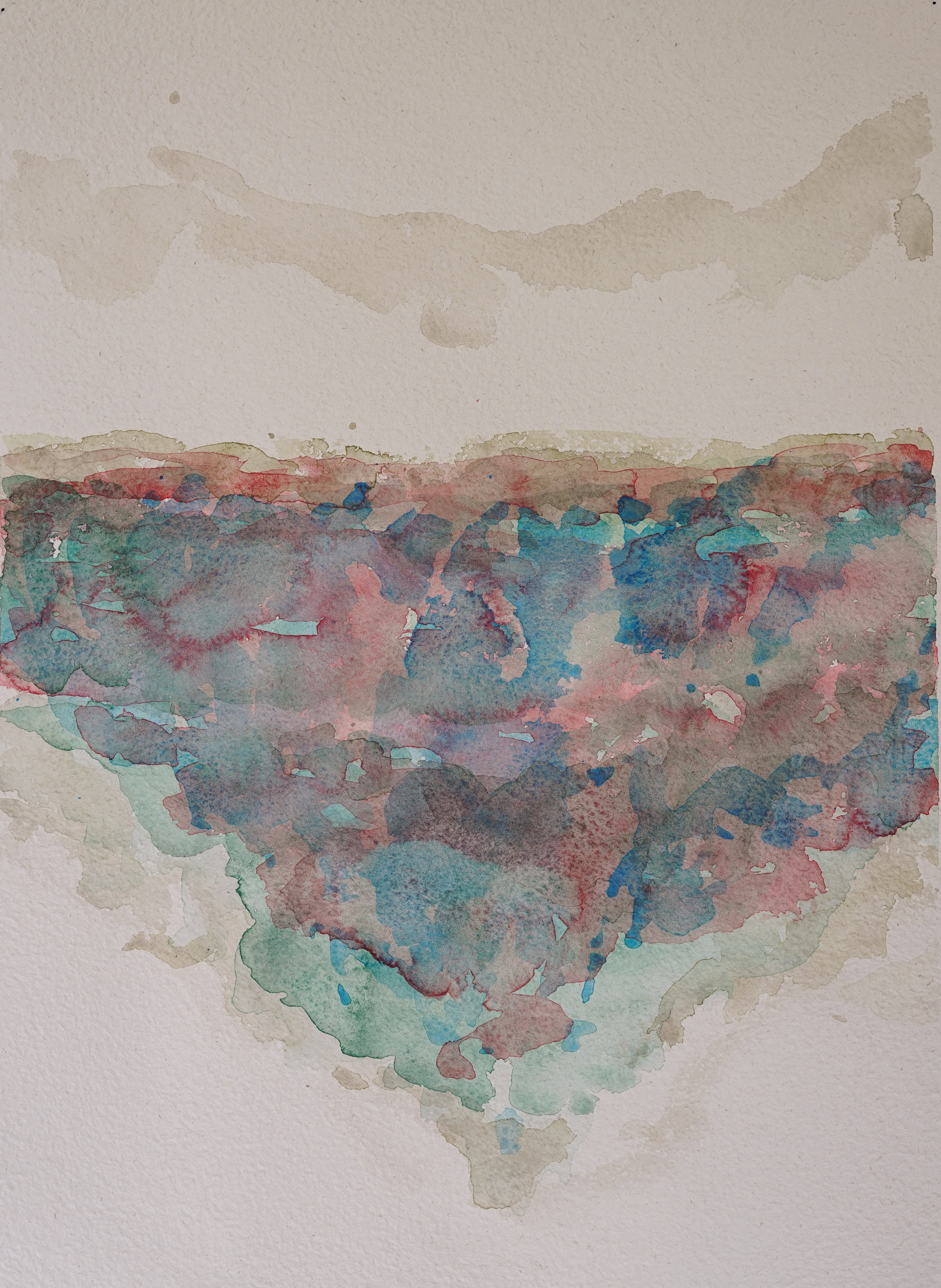
Údolí I, 2020 (akvarel na papíře, 60 x 42 cm)
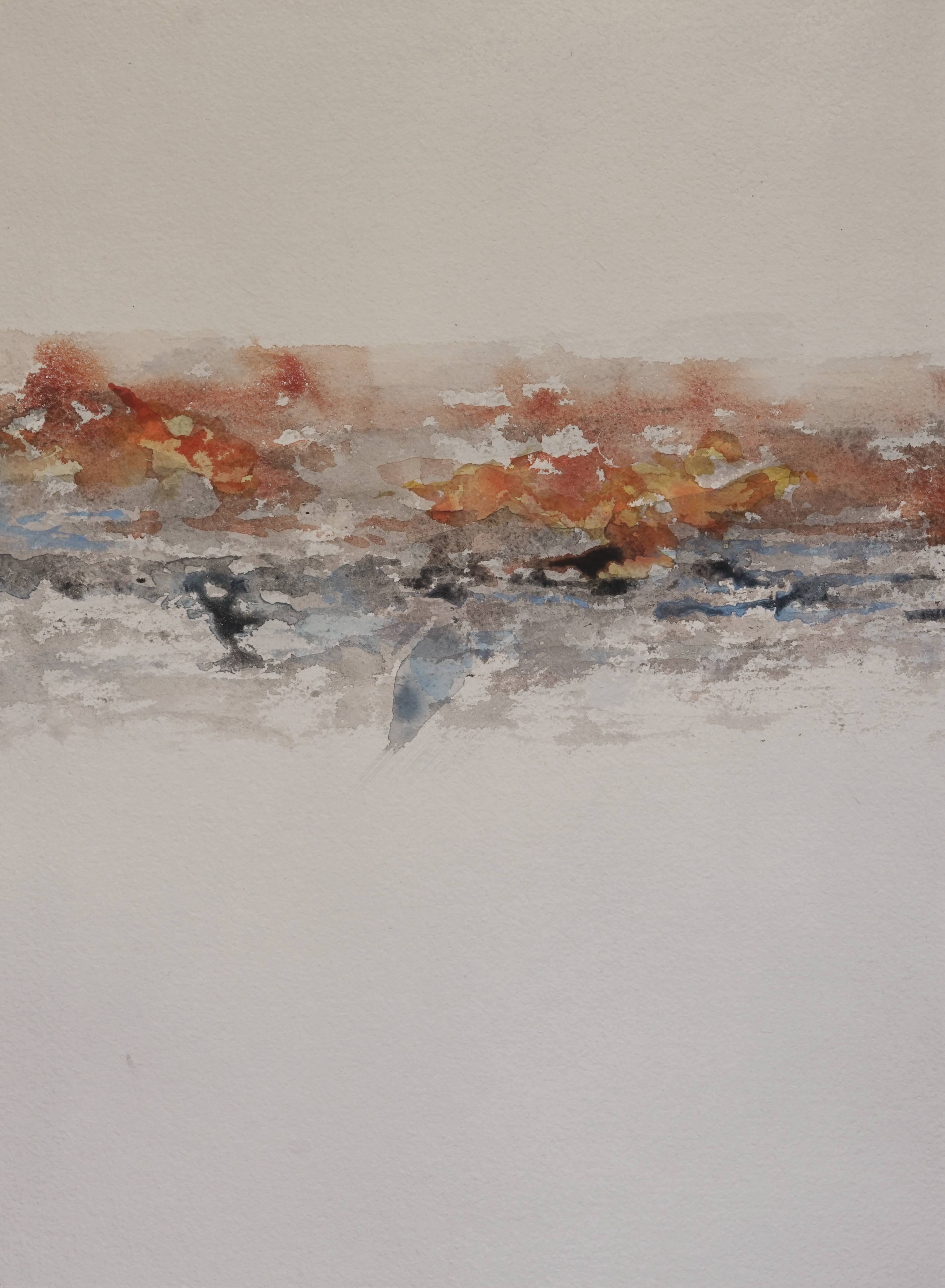
Mlha X, 2023 (akvarel na papíře, 60 x 42 cm)
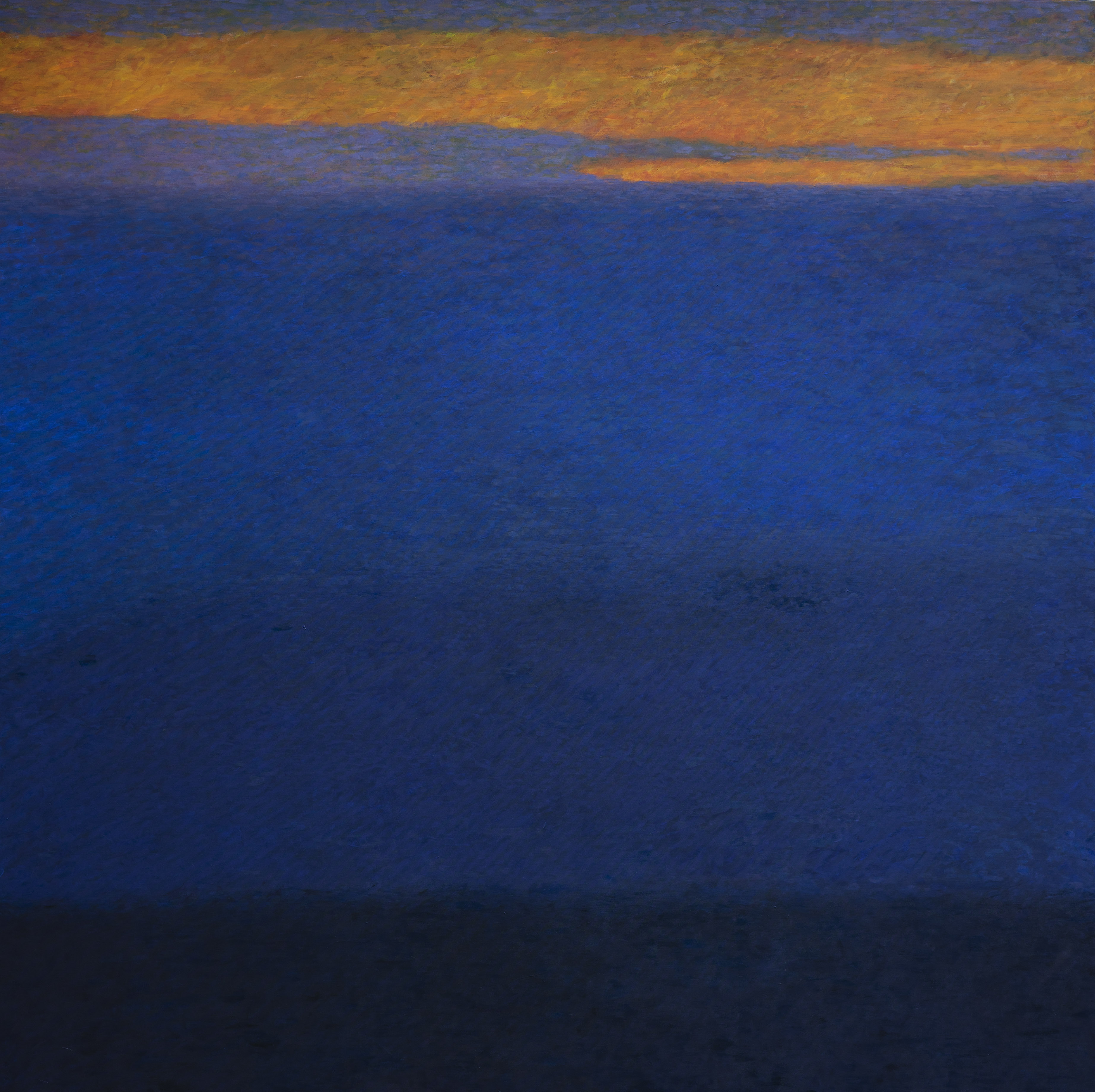
Velký obzor I, 2019 (akryl a olej na plátně, 190 x 190 cm)
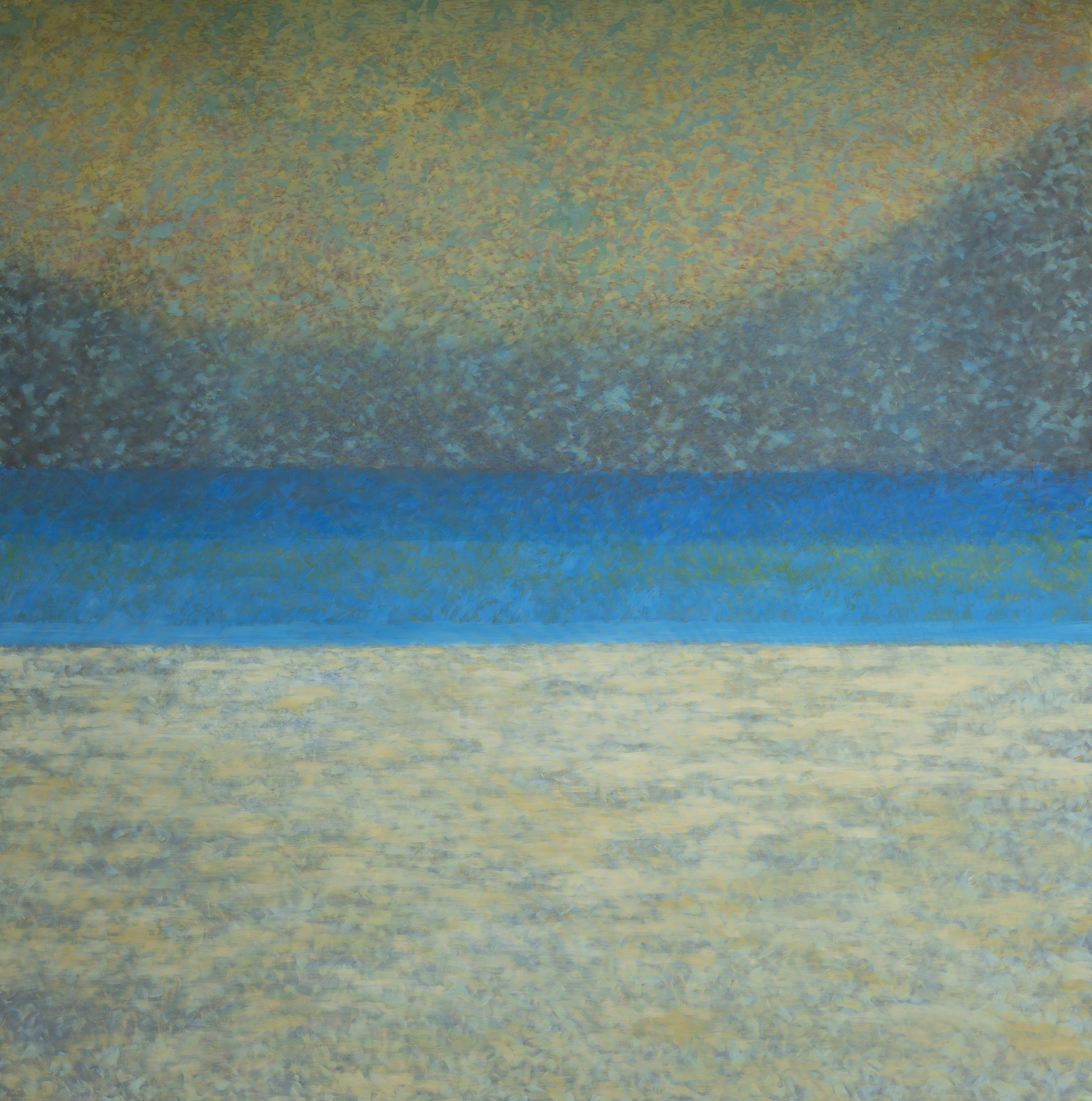
Velký obzor IV (Pohled z druhé strany), 2020 (akryl a olej na plátně, 190 x 190 cm)
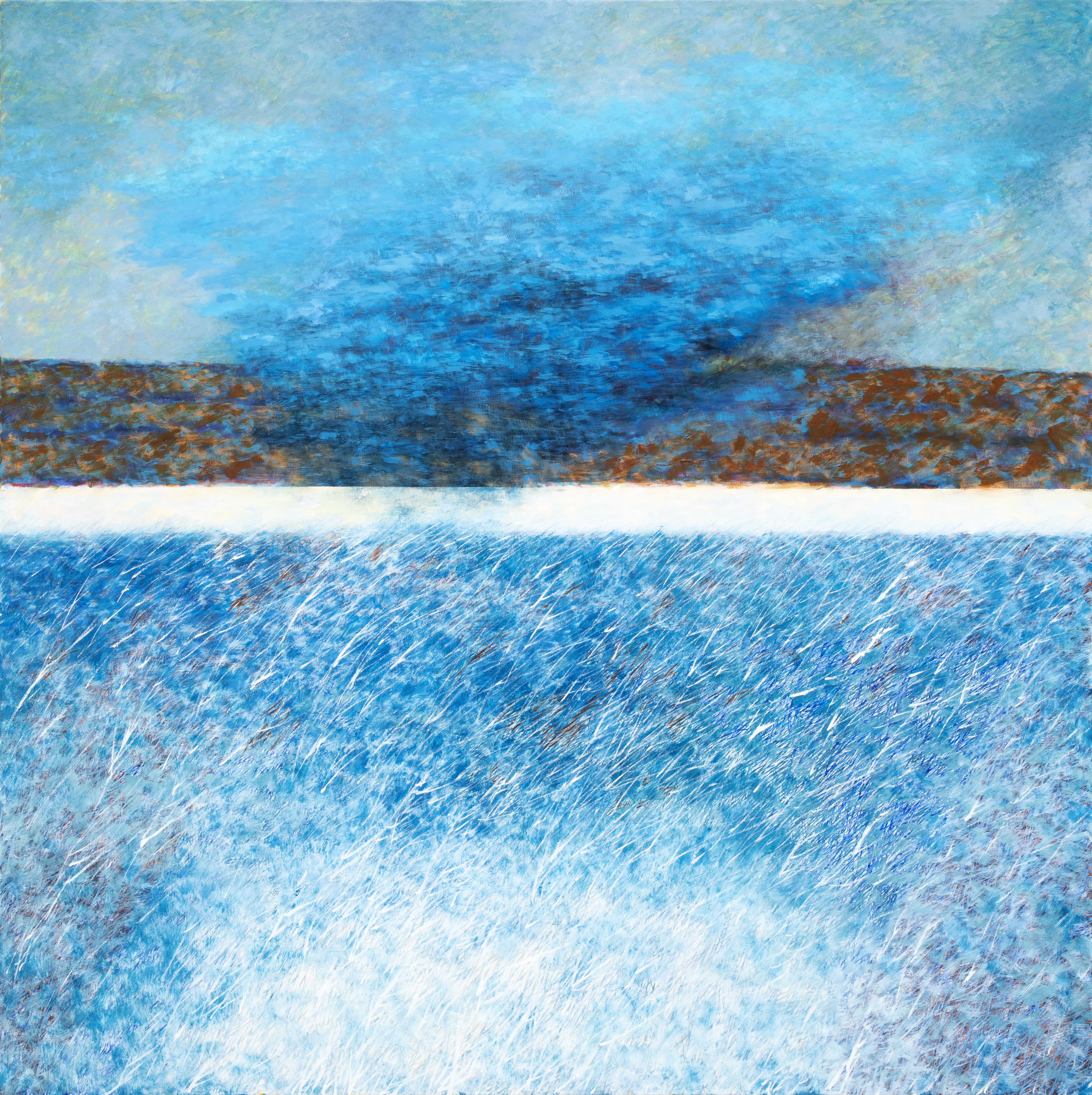
Modrý oblak, 2022 (akryl a olej na plátně, 150 x 150 cm)
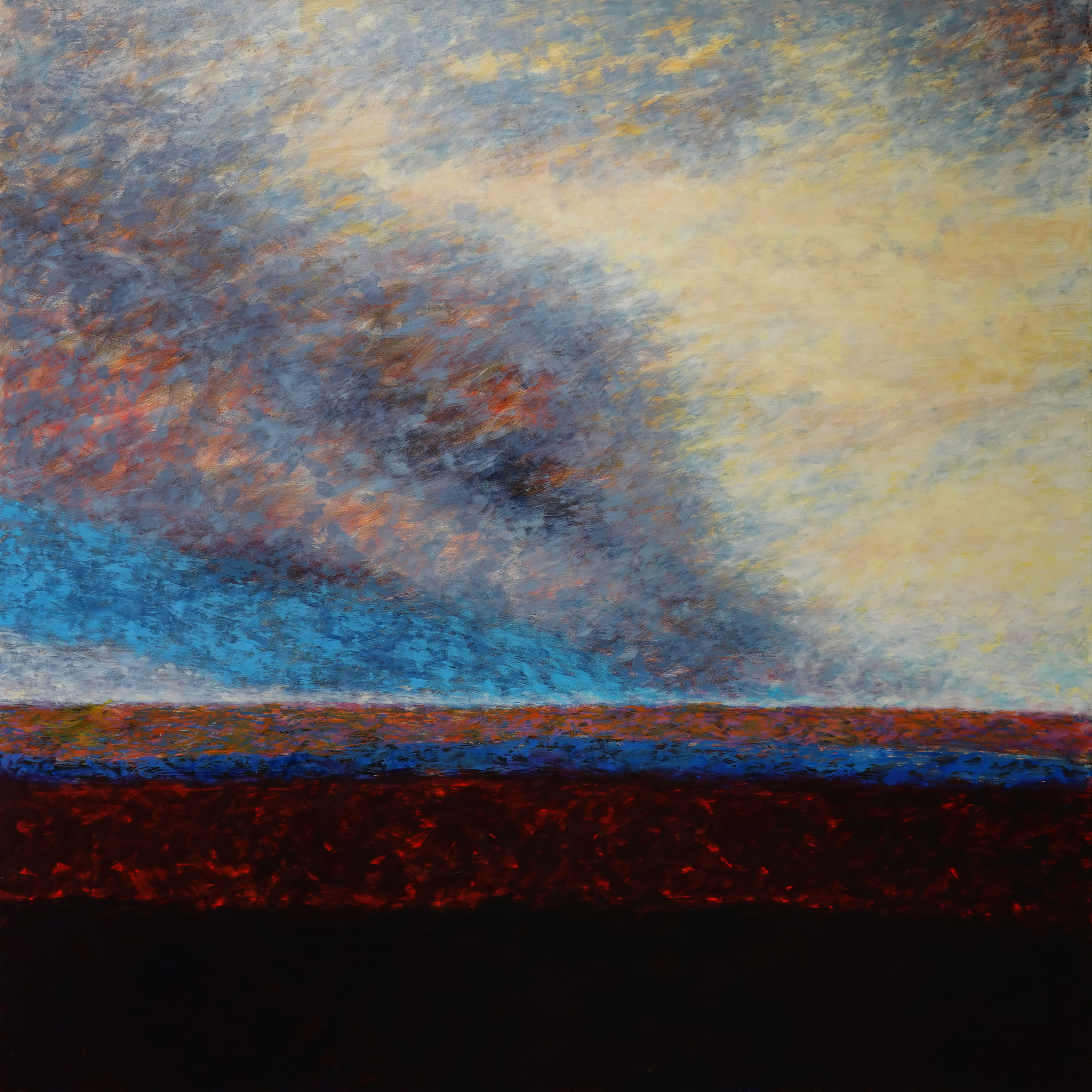
Pole II, 2021 (akryl a olej na plátně, 150 x 150 cm
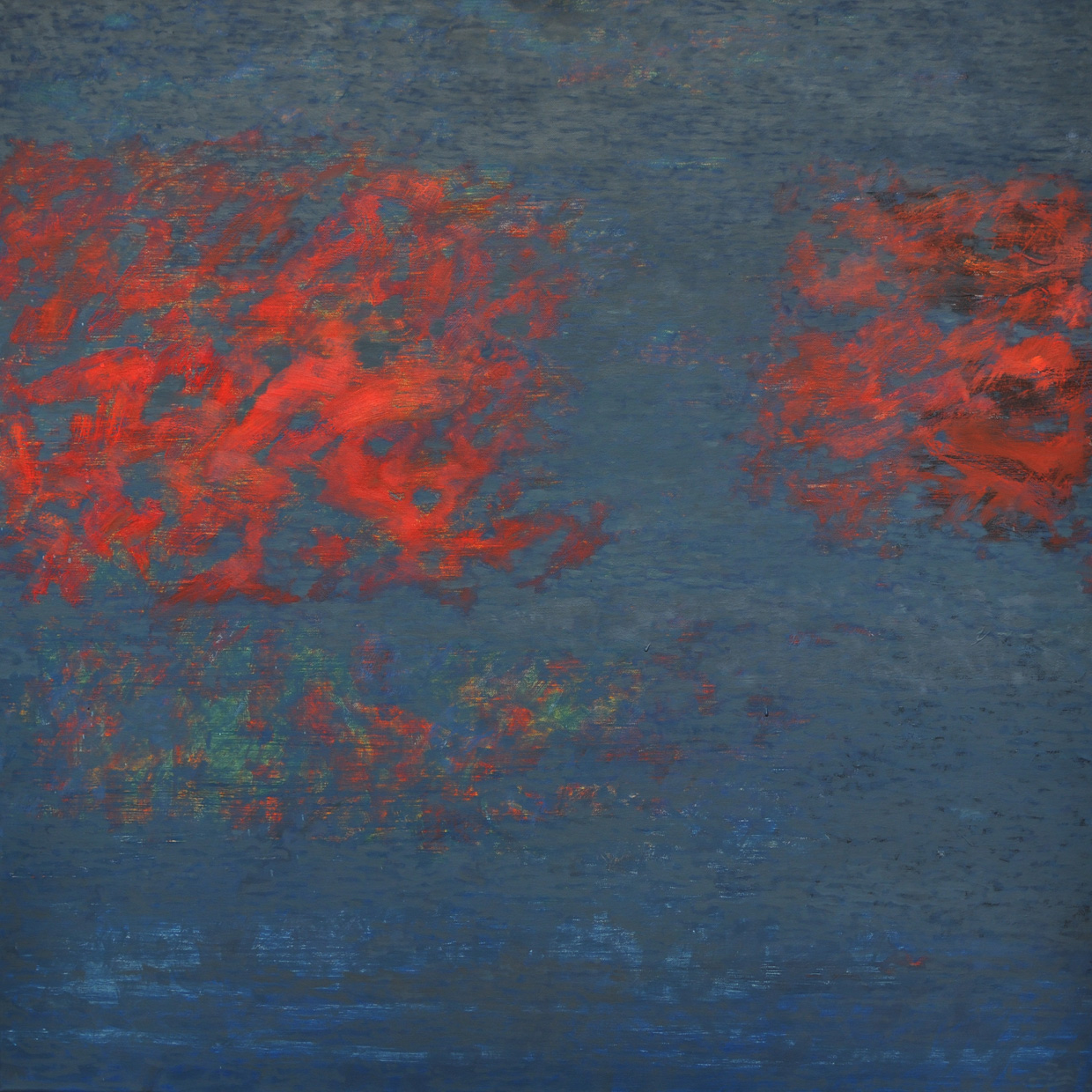
Červený oblak II, 2017 (akryl a olej na plátně, 100 x 100 cm)

### Publikační činnost
- 2000 Jaroslav J. Alt – Odborná spolupráce na překladu a předmluva k českému vydání knihy Cesare Brandiho „Teorie restaurování“,  Tichá Byzanc 2000
- 2004 Odborná spolupráce na knize: Kubička, Roman - Zelinger, Jiří. "Výkladový slovník – malířství – grafika – restaurátorství", Grada Publishing, Praha 2004
- 2007 Altová, Blanka - Alt, Jaroslav - Matoušek, Václav - Šimek, Jan. "Krajinná panoramata bitvy u Jankova v Theatru Europaeu". Archeologie ve středních Čechách, Ústav archeologické památkové péče, Praha 2007
- 2009 Alt, Jaroslav J. Obnova kostela Nanebevzetí P. Marie v Sedlci v letech 2001-2008. Revitalizace objektu a restaurování uměleckých děl. in: Sborník k mezinárodnímu symposiu Sedlec 1300 / 1700 konaném ve dnech 18. 09. 2008 - 20. 09. 2008 v Kutné Hoře, Togga 2009
- 2009 Alt, Jaroslav J. K restaurování nástěnných a nástropních maleb ve Smíškovské kapli chrámu sv. Barbory a v odpovídajících partiích klenby ochozu v letech 1879-1886, druhé polovině 50. let 20. století a letech 1983-1984. in: Zprávy památkové péče, ročník LXIX, 6/2009
- 2010 Alt, Jaroslav J. - Altová, Blanka. Bývalá synagoga v Uhlířských Janovicích – paměť a historie in: Neklidná krajina vzpomínání - Konkurenční společenství paměti ve městě - Urbánní studie, sv. 1, sborník ke konferenci Menšinová krajina vzpomínání v evropském městě. Konkurenční společnosti paměti? pořádané společně Univerzitou Karlovou v Praze, Fakultou humanitních studií a Židovským muzeem v Praze 10. a 11. června 2010 ve Vzdělávacím a kulturním centrem Židovského muzea v Praze
- 2015 spoluautor překladu (spolu s Martinou Polákovou) a autor předmluvy knihy Salvador Muñoz Viñas: Contemporary Theory of Conservation (nakl. Elsevier & Butterworth-Heinemann, Oxford, 2005) – Současná teorie konzervování (autor předmluvy k českému vydání), nakl. Univerzity Pardubice, 2015
- 2016 "Udělal jsem (si) obraz", příspěvek v kolektivní monografii „Z přirozené potřeby kritického ducha“. Reflexe života a díla Zdeňka Vašíčka, Triáda, 2016
- 2018 "Jaroslav J. Alt, Účast", Togga 2018
- 2019 "S Händelem z Trstěnice do Čisté", příspěvek v kolektivní monografii „Antropologie smyslů“, Togga – edice Andrias 2019
- 2024 "Jaroslav J. Alt - Krajiny", malířská, kreslířská a grafická tvorba věnovaná krajině, Karolinum 2024